# Conning Towers Nautilus Park, Connecticut
Conning Towers Nautilus Park är en ort (CDP) i New London County, i delstaten Connecticut, USA. Enligt United States Census Bureau har orten en folkmängd på 8 834 invånare (2010) och en landarea på 12,9 km².